# Johann Jakob Sulzer (Politiker)

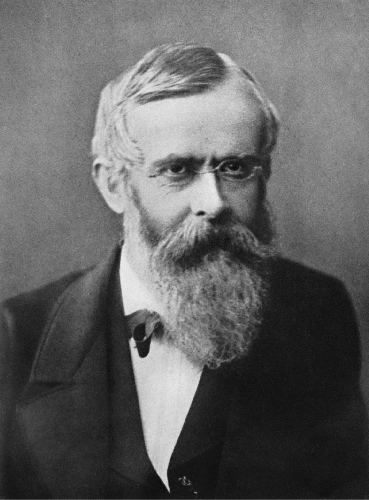
Johann Jakob Sulzer

Johann Jakob Sulzer-Ott (* 23. Dezember 1821 in Winterthur; † 27. Juni 1897 ebenda) war ein Schweizer Politiker.

## Jugend und Ausbildung
Sulzer stammte aus einem alten Winterthurer Ratsgeschlecht. Von 1837 bis 1840 besuchte er das obere Gymnasium in Zürich. In den Jahren 1840 bis 1843 studierte er zunächst in Zürich und anschliessend in Bonn sowie Berlin Philologie, Geschichte, Philosophie und Staatswissenschaften. 1858 verlieh ihm die Universität Bern den Ehrendoktortitel «Dr. phil. h. c.» Während seines Studiums in Zürich trat er der dortigen Sektion des Schweizerischen Zofingervereins bei, der zu diesem Zeitpunkt bereits sein späterer politischer Gegner Alfred Escher angehörte. Zum Bruch zwischen den beiden einstigen Verbindungskollegen kam es erst während der gemeinsamen Zürcher Regierungsratszeit in den 1850er-Jahren.

## Politische Laufbahn
Sein erstes politisches Amt trat Sulzer 1846 als Zweiter Sekretär des Zürcher Grossen Rats an. 1847 wurde er Zweiter und ab 1848 bis 1852 Erster Staatsschreiber des Kantons Zürich. 1850 wurde er in den Grossen Rat (den späteren Kantonsrat) des Kantons Zürich gewählt, dem er bis 1884 angehörte und den er in den Jahren 1869/70 sowie 1872/73 präsidierte. In den Jahren 1850 bis 1857 gehörte er zudem dem Erziehungsrat an. 1852 stieg er als Regierungsrat in die Exekutive des Kantons Zürich auf, wo er der Finanzdirektion vorstand.
Sulzer war ursprünglich radikal-liberal gesinnt, wandte sich dann aber der «Demokratischen Bewegung» zu. Als Gegner Alfred Eschers trat er 1857 aus dem Regierungsrat zurück und wurde stattdessen zu einem führenden Kopf der Demokraten. Sulzer war zudem Initiant der Schweizerischen Nationalbahn, die als Konkurrenz zu Eschers Nordostbahn geplant war. 1858 bis 1873 war er Stadtpräsident von Winterthur. Er gehörte der Herrenstuben-Gesellschaft zu Winterthur an, die er von 1870 bis 1885 als Stubenmeister präsidierte.
Auf nationaler Ebene engagierte sich Sulzer in den Jahren 1866–1869 und 1879–1890 als Nationalrat sowie 1869–1878 als Ständerat, den er 1876 präsidierte. Daneben war er unter anderem Präsident des Zürcher Verfassungsrates (1868–1869) und Mitglied des Kassationsgerichts.
Mit seinem politischen Engagement hat er massgeblich zur Entstehung des vor allem in der Welschschweiz bekannten Begriffes «École de Winterthour» beigetragen, der die damals von Winterthur ausgehenden demokratischen Bestrebungen beschreibt.

## Wirtschaftliche Tätigkeit
Sulzer sass ab 1859 im Verwaltungsrat der Gasgesellschaft Winterthur und war 1862 Mitbegründer der Bank in Winterthur, einer Vorgängerin der heutigen UBS. 1865 gründete er die Hypothekarbank in Winterthur, deren erster Präsident er bis 1879 war. Als Initiant der 1872 lancierten Nationalbahn wollte Sulzer eine von Kantonen und Gemeinden getragene Eisenbahnverbindung vom Genfersee bis zum Bodensee schaffen, das ambitionierte Projekt konnte jedoch nur eine Verbindung zwischen Singen und Zofingen realisieren und ging 1878 in Konkurs. Von 1871 bis 1878 war Sulzer Verwaltungsrat der Tösstalbahn, an deren Gründung er ebenfalls beteiligt war.